# CIART
CIART (англ. Circadian associated repressor of transcription) – білок, який кодується однойменним геном, розташованим у людей на 1-й хромосомі. Довжина поліпептидного ланцюга білка становить 385 амінокислот, а молекулярна маса — 41 443.
| 10         |  | 20         |  | 30         |  | 40         |  | 50         |
| ---------- |  | ---------- |  | ---------- |  | ---------- |  | ---------- |
| MDSPSSVSSY |  | SSYSLSSSFP |  | TSPVNSDFGF |  | PSDSEREDKG |  | AHGPRPDTVG |
| QRGGSRPSPG |  | PIRCRHRSKV |  | SGNQHTPSHP |  | KQRGSASPMA |  | GSGAKRSRDG |
| ELETSLNTQG |  | CTTEGDLLFA |  | QKCKELQGFI |  | PPLTDLLNGL |  | KMGRFERGLS |
| SFQQSVAMDR |  | IQRIVGVLQK |  | PQMGERYLGT |  | LLQVEGMLKT |  | WFPQIAAQKS |
| SLGGGKHQLT |  | KHFPSHHSDS |  | AASSPASPME |  | KMDQTQLGHL |  | ALKPKQPWHL |
| TQWPAMNLTW |  | IHTTPICNPP |  | LSSPGTISFS |  | HGPLGTGTGI |  | GVILFLQHGV |
| QPFTHSAPTT |  | PVPPTTASPV |  | IPGEPMKLSG |  | EGPRCYSLPV |  | TLPSDWSYTL |
| SPPSLPTLAR |  | KMTIGHREQQ |  | RSHPPVAADA |  | HLLNL      |  |            |

A: Аланін

C: Цистеїн

D: Аспарагінова кислота

E: Глутамінова кислота

F: Фенілаланін

G: Гліцин

H: Гістидин

I: Ізолейцин

K: Лізин

L: Лейцин

M: Метіонін

N: Аспарагін

P: Пролін

Q: Глутамін

R: Аргінін

S: Серин

T: Треонін

V: Валін

W: Триптофан

Кодований геном білок за функцією належить до репресорів. 
Задіяний у таких біологічних процесах, як транскрипція, регуляція транскрипції, біологічні ритми, альтернативний сплайсинг. 
Локалізований у ядрі.